# 셀림 야샤르
셀림 야샤르(튀르키예어: Selim Yaşar, 1990년 2월 20일~)는 러시아 태생 튀르키예의 레슬링 선수로 러시아어식 본명은 콜로이 미카일로비치 카르토예프(러시아어: Колой Микаилович Картоев)이다. 2016년 하계 올림픽에서 자유형 미들급에서 은메달을 획득했으며,  세계 선수권 대회에서 은메달, 동메달 1개씩 획득했다.